# Ben Scott
Ben Scott ist ein US-amerikanischer Biathlet.
Ben Scott startet für Washington Biathlon Association. Er hatte seinen Durchbruch auf Nordamerikanischer Ebene im Rahmen der Nordamerikanischen Meisterschaften im Biathlon 2013 im Whistler Olympic Park in Whistler. Im Sprint und der Verfolgung wurde er 20., im Massenstartrennen erreichte er den 18. Platz. In der Gesamtwertung des Biathlon-NorAm-Cup 2012/13 belegte er Rang 46.